# Jamie Foxx
Jamie Foxx, pseudoniem van Eric Marlon Bishop (Terrell (Texas), 13 december 1967), is een Amerikaans acteur, zanger en komiek. Voor zijn hoofdrol in de biografische film Ray won hij onder meer een Oscar, een Golden Globe en een BAFTA Award. Daarnaast won hij meer dan 35 andere acteerprijzen. Als zanger werd Foxx genomineerd voor een Grammy Award in zowel 2006 (voor het lied Creepin), 2007 (voor beste r&b-duo met Mary J. Blige in Love Changes, beste rap/zang-duo met Ludacris in Unpredictable en beste r&b-album; Unpredictable) als 2010 (voor beste hedendaagse r&b-album, eveneens getiteld Intuition).

## Biografie
Foxx begon zijn carrière als komiek. Hij veranderde zijn naam in Jamie Foxx om gemakkelijker aan optredens in comedyclubs te komen. Foxx maakte in 1991 zijn acteerdebuut in het derde seizoen van het komische sketchprogramma In Living Color, waar destijds ook onder anderen Jim Carrey deel uitmaakte van de cast. Daarna kreeg hij zijn eigen show, The Jamie Foxx Show, waarvan tussen 1996 en 2001 honderd afleveringen verschenen.
Fox maakte zijn filmdebuut in 1992 in Toys. Zijn rol als Ray Charles in Ray leverde hem in 2005 de Oscar voor beste acteur op, waarmee hij de derde Afro-Amerikaanse man werd die deze prijs won, na Sidney Poitier en Denzel Washington. In hetzelfde jaar werd hij bovendien ook genomineerd voor de Oscar voor beste acteur in een bijrol, voor Collateral.
Op 14 september 2007 kreeg Foxx een ster op de Hollywood Walk of Fame.
Foxx is naast acteur ook zanger en muzikant. Hij leerde op jonge leeftijd piano spelen en bracht in 1994 zijn eerste album uit; Peep This. Met zijn album Unpredictable haalde hij in 2005 de eerste plaats in de Amerikaanse hitlijsten. Naast solo zingt hij ook in nummers van andere artiesten, zoals in Gold Digger van Kanye West, Partners for Life van P. Diddy en Live in the Sky van T.I.
Op zondag 18 januari 2009 las Foxx een tekst voor op het Lincoln Memorial in Washington D.C., tijdens het inhuldigingsconcert van Barack Obama als president van de Verenigde Staten. Daarbij deed hij onder meer een imitatie van Obama tijdens een van diens speeches.
In 2014 speelde Foxx de rol van Electro in The Amazing Spider-Man 2, naast Andrew Garfield. Hij vertolkte deze rol zeven jaar later weer in de film Spider-Man: No Way Home.
In november 2023 werd Foxx aangeklaagd door een fan vanwege ongewenst seksueel betasten en binnendringen.

## Filmografie
- Back in Action (2025)
- Day Shift (2022)
- Spider-Man: No Way Home (2021)
- Soul (2020)
- Project Power (2020)
- Just Mercy (2019)
- Robin Hood (2018)
- Baby Driver (2017)
- Sleepless (2017)
- Horrible Bosses 2 (2014)
- Annie (2014)
- The Amazing Spider-Man 2 (2014)
- White House Down (2013)
- Django Unchained (2012)
- Horrible Bosses (2011)
- Rio (2011)
- Due Date (2010)
- Valentine's Day (2010)
- The Soloist (2009)
- Law Abiding Citizen (2009)
- The Kingdom (2007)
- Dreamgirls (2006)
- Miami Vice (2006)
- Jarhead (2005)
- Stealth (2005)
- Ray (2004)
- Collateral (2004)
- Breakin' All the Rules (2004)
- Redemption: The Stan Tookie Williams Story (2004)
- Shade (2003)
- Ali (2001)
- Bait (2000)
- All Jokes Aside (2000) (documentaire)
- Any Given Sunday (1999)
- Held Up (1999)
- The Players Club (1998)
- Booty Call (1997)
- The Great White Hype (1996)
- The Truth About Cats & Dogs (1996)
- Toys (1992)

## Televisieseries
*Exclusief eenmalige gastrollen
- The Jamie Foxx Show - Jamie King (1996-2001, 100 afleveringen)
- Roc - Crazy George (1992-1993, 7 afleveringen)
- In Living Color - Variabele rollen (1991-1994, 96 afleveringen)

## Discografie
- 2010: The Best Night Of My Life
- 2008: Intuition
- 2005: Unpredictable
- 1994: Peep This

| Single met eventuele hitnotering(en) in de Nederlandse Top 40 | Datum van verschijnen | Datum van binnenkomst | Hoogste positie | Aantal weken | Opmerkingen               |
| ------------------------------------------------------------- | --------------------- | --------------------- | --------------- | ------------ | ------------------------- |
| Slow Jamz                                                     | 2004                  | 13-03-2004            | 14              | 7            | feat. Kanye West & Twista |
| Gold Digger                                                   | 2004                  | 13-03-2004            | 20              | 9            | feat. Kanye West          |
| Extravaganza                                                  | 2006                  | 17-6-2006             | tip 19          | -            | feat. Kanye West          |
| Unpredictable                                                 | 2007                  | 2007                  | tip 3           | -            | feat. Ludacris            |